# The 3 Day Theory
The 3 Day Theory – dziewiąty studyjny album amerykańskiego rapera Killah Priesta członka Sunz of Man wydany 16 lipca 2010 nakładem wytwórni Man Bites Dog Records. Wydawnictwo zostało w całości wyprodukowane przez Kount Fif'a, a gościnnie wystąpili m.in.: Cappadonna, Canibus oraz Ill Bill.

## Lista utworów
1. Book Of Life
2. Shadows
3. Betrayal (gośc. Cappadonna)
4. Brolic (gośc. Empuls)
5. Priest History
6. Fire Reign (gośc. Copywrite, Jakki Da Motamouth)
7. The Destroyer (gośc. Empuls, Sonny Seeza, Steven King, iCON The Mic King)
8. Birds (gośc. Jay Notes, Redd Mudd)
9. Democracy (gośc. Canibus)
10. Outer Body Experience
11. Psalm Of Satan (gośc. Ill Bill, Sabac Red)
12. The Rose (gośc. Lyrik)
13. Circles (gośc. 2mex, Last Emperor)
14. Words From A Viking
15. When I Speak (Bonus track) (gośc. Ras Kass)